# 波迪利亞 (尼古拉耶夫州)
參數所指定的目標頁面不存在，建議更正成存在頁面或直接建立下列一個頁面（建立前請先搜尋是否有合適的存在頁面可以取代）：
- 波迪利亞 (消歧義)

波迪利亞（羅馬化：Podillia）是烏克蘭南部尼古拉耶夫州的沃茲涅先斯克區韋塞利諾韋市鎮的村莊。該村始建於1933年，面積1.33平方公里，海拔高度108米，2001年人口835，人口密度每平方公里629.7人。